# 丰特斯德韦哈尔
丰特斯德韦哈尔，是西班牙卡斯蒂利亚-莱昂萨拉曼卡省的一个市镇。 总面积15平方公里，总人口259人（2001年），人口密度17人/平方公里。